# アントワーヌ・シビエルスキ
アントワーヌ・シビエルスキ（Antoine Sibierski, 1974年8月5日 - ）は、フランス・リール出身の元サッカー選手。ポジションはミッドフィールダー、フォワード。ポーランド系フランス人。

## タイトル

### クラブ
ナント
- クープ・ドゥ・フランス : 2回(1998-99, 1999-00)
- トロフェ・デ・シャンピオン : 1回 (1999)

ニューカッスル
- UEFAインタートトカップ : 1回 (2006)